# 澳寶卡
澳寶卡是由澳洲新南威爾斯州交通部門發出的智能卡，可用於雪梨市內的大眾交通工具。隨著時日發展，雪梨周邊的城市如臥龍崗、中海岸、藍山的公共交通工具皆可使用此卡。

## 歷史
自1979年6月雪梨市內鐵路首次應用磁票系統後，雪梨的交通工具開始踏入自動化時代。2010年4月當局推行MyZone制度，簡化雪梨市內大眾交通收費區域，亦為推出智能卡乘車系統埋下伏線。現在雪梨市內的磁帶車票系統適用於市內火車、巴士及輕鐵。
新南威爾斯省政府曾計劃推出Tcard智能車票，本來是為了2000年的悉尼奧運準備，但因競標者之間發生訴訟以及一系列的施行問題，計劃最終在2007年草草收場。
2008年新南威爾斯省政府重新啟動智能車票計劃，2010年由澳洲聯邦銀行、 Cubic Transportation Systems 與 Downer EDi等組成的財團投得合約，在此合約內，不同巴士公司管有的售票機將被取代。2011年9月，新的智能車票在665個命名方案中獲命名為「澳寶卡」（Opal card），當局認為這個名字有「獨特的澳洲特色」且短而易記易說：澳寶石是澳洲國石，黑澳寶石是新南威爾斯省的指定寶石。

## 卡種
澳寶卡有四種，分別為成人卡、小童/青年卡、優惠卡及長者/養老金領取者卡；不設發卡收費，每次最少充值$10澳元(透過網上或電話最少充值$40澳元)，可於各澳寶卡零售點及網上購卡、並可於各澳寶卡零售點、透過電話及網上進行充值，並可設定自行充值服務。日後可能推出更多卡種。
| 卡種名稱                                 | 適用人仕及描述                                                                                               |
| ---------------------------------------- | --- |
| 成人卡（Adult）                          | 適用於16歲以上繳付全額車資乘客，卡身為黑色                                                                   |
| 小童/青年卡（Child/Youth）               | 適用於4至15歲兒童/青年、16至18歲新南威爾斯省及澳洲首都領地全日制學校學生，持卡人將可以半價乘車，卡身為青綠色 |
| 長者/養老金領取者卡（Seniors/Pensioner） | 只適用於持有長者卡或養老金領取者，持卡人將可以半價乘車，每日最高車資為$2.5(不包括機場站附加費)，卡身為金色   |
| 優惠卡（Concession）                     | 適用於其他合資格使用乘車優惠的乘客，卡身為銀色                                                               |

## 收費
澳寶卡的收費按乘客所乘坐的里程計算車資，並設有繁忙時段及非繁忙時段收費，非繁忙時段收費為繁忙時段的七折，以吸引乘客避開繁忙時段乘車，舒緩繁忙時段運載壓力; 繁忙時段為公眾假期以外的星期一至四早上6:30-10:00及下午3:00-7:00(雪梨城市鐵路，地鐵 ,巴士及輕軌）或公眾假期以外的星期一至四早上6:00-10:00及下午3:00-7:00(新南威爾斯城際鐵路服務)，而非繁忙時段則為繁忙時段以外的時間。乘客使用澳寶卡需於入站時(火車/輕軌)/登車時(巴士)或登船前(渡輪)拍卡，並於出站時(火車/輕軌)/下車時(巴士)或離船後(渡輪，除曼利線)拍卡，以扣除適當車資。澳寶卡提供於指定時間內轉乘優惠(需為同一種交通工具)，並設有多種乘車優惠。以下所有收費資料只適用於以澳寶成人卡繳費及收取澳寶卡的路線/車站。
- 火車/地鐵:

乘客使用澳寶卡乘坐鐵路時，均需拍卡入站及拍卡出站。由於澳寶卡會於乘客入站時先扣除最高車資，並於出站拍卡時回贈多扣的車資至相應里數階級收費，因此乘客若然於出站時未有拍卡將自動被扣除最高里數收費。而乘客使用澳寶卡於拍卡出站後60分鐘內使用同一張澳寶卡並於同一車站入閘，兩程車費將當作一程計算。乘客於拍卡入站後30分鐘內於原站拍卡離開，將不會扣除任何收費。
| 行車距離   | 繁忙時段收費(AUD) | 非繁忙時段收費(AUD) |
| ---------- | ----------------- | ------------------- |
| 10公里以下 | $4.20             | $2.94               |
| 10-20公里  | $5.22             | $3.65               |
| 20-35公里  | $6.01             | $4.20               |
| 35-65公里  | $8.03             | $5.62               |
| 65公里以上 | $10.33            | $7.23               |

如乘客使用澳寶卡由任何車站往返悉尼機場國際航線客運大樓(International Airport)或內陸航線客運大樓(Domestic Airport)站，於上述兩站拍卡入站或出站時將被額外收取$17.34(小童/青年及長者為$15.50)的機場站附加費，每周（由周一至周日視為一周）所合共繳付的機場站附加費最高金額為$35.16(小童/青年及長者為$31.51)；此附加費不會計算入每日乘車上限或每周乘車回贈等車資優惠，而上述兩站亦不設60分鐘內轉乘優惠。
- 巴士：

乘客使用澳寶卡乘坐巴士時，均需於登車時及下車時拍卡。由於澳寶卡會於乘客登車時先扣除該巴士路線最高車資，並於下車時回贈多扣的車資至相應里數階級收費，因此乘客若然下車時未有拍卡將自動被扣除該線最高里數收費。澳寶卡以乘客登車及下車時兩點的直線距離計算收費，而乘客於下車拍卡後60分鐘內登上任可巴士路線並使用同一張澳寶卡繳付車資，系統將視作同一旅程，並以旅程最初的登車點及最終的下車點計算其直線距離並收取相應車資，此項收費模式與傳統磁帶票以登車點至下車點的行車里數分段收費有頗大分別。
| 直線距離  | 繁忙時段收費(AUD) | 非繁忙時段收費(AUD) |
| --------- | ----------------- | ------------------- |
| 3公里以下 | $3.20             | $2.24               |
| 3-8公里   | $4.36             | $3.05               |
| 8公里以上 | $5.60             | $3.92               |

- 渡輪：

乘客使用澳寶卡乘坐渡輪時，均需於登船前拍卡，並於離船後(除曼利線)拍卡。由於澳寶卡會於乘客登船前拍卡時先扣除最高等級車資，並於離船後拍卡時回贈多扣的車資至相應里數階級收費(除曼利線)，因此乘客若然離船後未有拍卡將自動被扣除最高里數收費。澳寶卡以乘客登船及離船時兩點的直線距離計算收費，而乘客於離船後拍卡起計的60分鐘 (除曼利線以登船前拍卡起計的130分鐘)內轉乘任可渡輪線並使用同一張澳寶卡繳付車資，系統將視作同一旅程，並以旅程最初的登船點及最終的離船點計算其直線距離並收取相應收費。
| 直線距離             | 收費(AUD) |
| -------------------- | --------- |
| 9公里以下            | $7.13     |
| 9公里以上            | $8.92     |
| 紐卡斯爾斯托克頓渡輪 | $3.20     |

- 輕軌:

乘客使用澳寶卡乘坐輕軌時，均需於登車前拍卡入站及下車後拍卡出站。由於澳寶卡會於乘客入站時先扣除最高車資，並於出站拍卡時回贈多扣的車資至相應里數階級收費，因此乘客若然於出站時未有拍卡將自動被扣除最高里數收費。而乘客使用澳寶卡於拍卡出站後60分鐘內使用同一張澳寶卡並於同一車站入閘，兩程車費將當作一程計算。乘客於拍卡入站後30分鐘內於原站拍卡離開，將不會扣除任何收費。
| 直線距離  | 繁忙時段收費(AUD) | 非繁忙時段收費(AUD) |
| --------- | ----------------- | ------------------- |
| 3公里以下 | $3.20             | $2.24               |
| 3-8公里   | $4.36             | $3.05               |
| 8公里以上 | $5.60             | $3.92               |

- 車資優惠

每日車資上限
周一至周四乘客使用同一張澳寶卡繳付（任何交通工具）車資上限為$18.70(小童/青年卡和優惠卡為$9.35），於週五、週六、週日及公眾假期只需繳付＄9.35(小童/青年卡和優惠卡為$4.65）便可於當日無限次乘坐任可（接受澳寶卡的）交通工具。持有長者/養老金領取者卡乘的乘客，每日車資上限為$2.5，簡單而言，乘客於同一日以同一張澳寶卡繳付車資總額達到相關金額後，該程如有剩餘車資可被豁免，而當日其後的所有旅程將為免費。
每周車資上限
乘客每周(由周一至周日視為一周)以同一張澳寶卡繳付車資達上限$50(小童/青年卡為$25，長者/養老金領取者卡為$17.5)後，該周其餘車程全部免費。

## 適用範圍

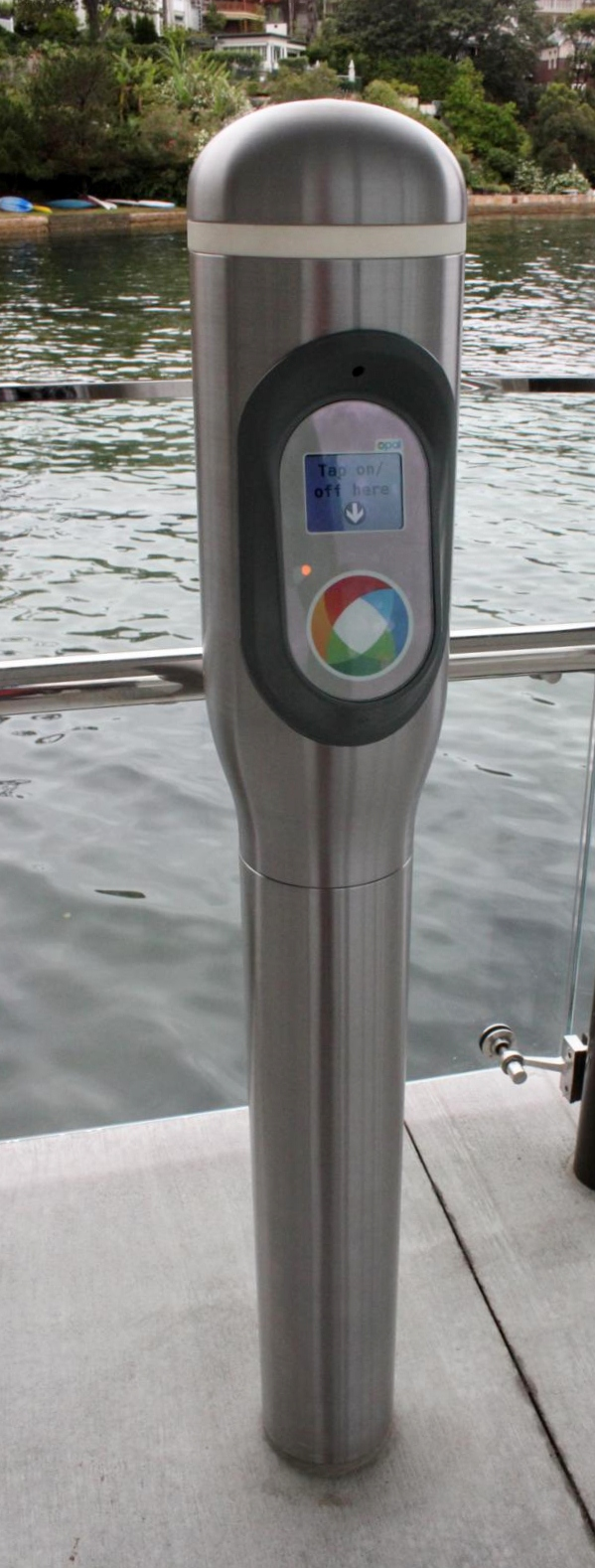
澳寶卡閱讀器

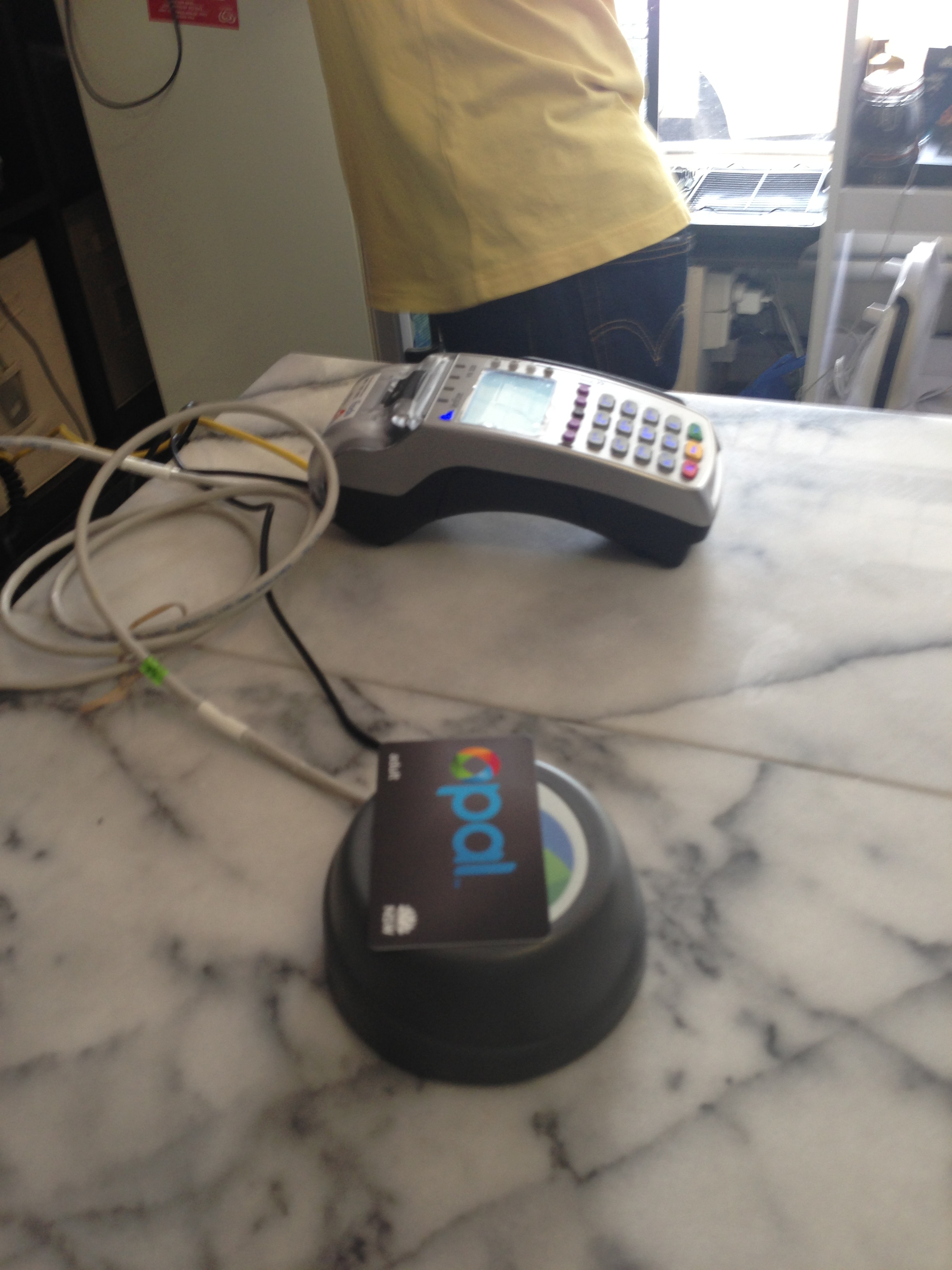
澳寶卡增值機

### 火車
澳寶卡現已於城市鐵路(Sydney Trains)全部176個車站及所有新州鐵路（NSW TrainLink）的車站啟用，包括以下線路沿途各站：
2013年6月14日起 - 雪梨市內環線、T4東郊線（中央站至邦迪聯運）
2013年8月30日起 - T1北岸線(中央站至車士活)
2014年1月31日起 - T1北岸線(中央站至康士比/包奧華)、T1北線(中央站至康士比經麥覺理大學及中央站至葉坪經史卓菲)、T2內西線及南線(中央站至史卓菲)、紐卡素及中海岸線(中央站至懷昂)
2014年2月14日起 - T1西線(中央站至格蘭維爾Granville)、T2內西線及南線(中央站至卡素那市Casula經利物浦Liverpool)、T6卡林福特線（卡林福特Carlingford至玫瑰山Rosehill）及T7奧林匹克線(奧林匹克公園站 Olympic Park)
2014年2月28日起 - T1西線 (列治文Richmond及鴯鶓平原Emu Plains至哈里斯公園站Harris Park)及T5坎伯蘭線（史高菲爾德Schofield至卡素那市Casula）
2014年3月28日起 - T4東郊線(邦迪聯運至克羅努拉車站/瀑布車站)、T2機場及東山線(中央站至麥克阿瑟車站經機場)、T3班克斯鎮線(中央站至利物浦/Lidcombe車站)及T5坎伯蘭線(史高菲爾德Schofield至金寶鎮車站)
2014年4月4日起 - 南海岸線(中央站至Bomaderry／坎布拉港車站)及南高地線(金寶鎮車站至古爾本車站)
2014年4月11日起 - 覆蓋全州308個車站

### 渡輪
2013年8月30日起 - 雪梨市內所有渡輪航線

### 巴士
2013年9月30日起 - 雪梨巴士594線及594H線  (北塔勒馬拉市及康士比往返悉尼市中心)
2013年12月6日起 - 雪梨巴士333線  (北邦迪往返環形碼頭)
2014年4月14日起 - 悉尼北部 Kuring-gai及 Hornsby地區24條巴士路線 (路線編號為556-599號，由法国交通发展集团(Transdev)的Mount Kuring-gai 車廠派車)
2014年4月28日起 - 悉尼巴士 Waverley 地區5條巴士路線 (路線編號為L24,326,327,355 及 361號，由Waverley車廠派車)
2014年6月10日起 - 悉尼 Forest Coach Lines 巴士網絡17條線 (路線編號為194, 195,196,197, 260, 270, 271, 274, 277, 278, 279, 280, 281, 282, 283, 284 及 L70)
2014年6月30日起 - 悉尼 Hillsbus 巴士網絡67條線(路線編號為600, 601, 602/602X, 603, 604, 606, 607X, 608, 609, 610/610X, 611, 612/612X, 613X, 614X, 615X, 615X, 616X, 617X, 618, 619, 620/ 620N/620X, 621, 622, 625, 626, 627, 628, 630, 631, 632, 633, 635, 637, 638, 639, 640, 641, 642/642X, 644, 650, 650X, 651, 652X, 653, 700, 702, 705, 708, 711, 714, 715, M60, M61, S8, T60, T61,T62, T63, T64, T65 及 T66)
2014年7月起    - 悉尼 Transit Systems 巴士網絡、悉尼東區State Transit巴士服務及Punchbowl Bus 巴士網絡路線編號為: 446, 450, 939-946, 953, 954, 955, N10, N11, N20 , S14 , 300, 302, 309-311, 313, 314, 316, 317, 323-327, 333, 339, 341, 342, 345, 352, 353, 355, 360, 361, 372-374, 376-378, 380, 381, 382, 386, 387, 389, 391, 392-397, 399, 890, 892, 895, L09, L24, L94, X09, X10, X39, X40, X73, X74, X77, X84, X89, X92, X94, X96, X97 , X99. 800-823, 810X, 811X, 835, 940, S10 及 T80
2014年8月4日起 - 悉尼藍山巴士公司路線 編號為: 1,688, 685, 685H, 686, 686G, 688, 689, 690C, 690H, 690K, 690P, 691, 692B, 692H, 692W, 692Y, 693, 694, 695, 696, 697, 698 及 698V
2014年11月起 - 悉尼地區所有巴士服務
將於2014年底前覆蓋全州所有巴士線路

### 輕軌
2014年12月1日起 - 覆蓋雪梨現時唯一一條輕軌線：中央站往返德威山

### 地鐵
2019年5月26日悉尼地鐵通車起即可使用。